# 深海魚 (テレビ番組)
深海魚（しんかいぎょ）は、テレビ神奈川 (tvk) で2005年4月4日から2007年3月30日まで放送されていたトークバラエティ番組。サブタイトルは「ヨルのヨコハマ開放区」。

## 放送時間
月曜日-金曜日（日付上では火曜日-土曜日） 24:35-24:45

## 番組内容
- この番組はゲストとトークをしながらtvkのことを知ってもらうということもあり、番組用のスタジオは用意されていない。そのため、tvkで放送されている他番組（1230アッと!!ハマランチョ、ニュース930、みんなが出るテレビ、tvkスポットニュースなど）のセットをそのまま使って放送している。
- ゲストは1週間通しで出演する。トークする内容はあらかじめ大よそ決まっている。
- ゲストはCDを発売するアーティストが多い。歌手だけでなく、タレントやお笑い芸人が出ることもある。また、過去にはハンドボールの選手も出演した。変わったところでは、やくみつると関内の焼肉屋で焼肉を食べながら横浜ベイスターズ談義をしたことがある。
- トークの相手はtvkアナウンサー。当初は天然キャラの久保弘毅アナウンサーの独擅場だったが、2005年9月の彼の退社後は、主に女子アナが交替で担当している。（数週間同じアナウンサーということもある。）
- また、トークの最中にtvkで放送している番組と関連のある言葉が出てくると画面下部にその番組の宣伝が表示される。
  - たとえば、車の話題ならクルマのツボの宣伝、旅の話題ならどうでしょうリターンズの宣伝が出てくる。自社制作番組に限らず、どうでしょうリターンズのようなtvkで放送している他局制作番組も表示される。
- 毎日、最後に発表されるキーワードで携帯電話からプレゼントに応募することができる。
- 2006年秋から若干リニューアル、収録先に「ヨコハマNEWSハーバー」（tvk社屋1Fのスタジオ）が加わった。携帯サイトから視聴者からのゲストへの質問を募集、ゲストに質問することができるようになった。またゲストと進行アナの筆書きの色紙がプレゼントに加わった（それまで視聴者へのプレゼントが何であるか明らかでなかった）。

## エピソード
- 第1回のゲストは電撃ネットワーク。司会は久保弘毅アナ。収録はなんと社長室であったが、むろん彼らは無茶をした。
- アイドルグループ「ハレンチ☆パンチ」ゲストの回はとてもアイドルをゲストにトーク番組を担当するキャラではない吉井祥博アナが担当、タジタジであった。
- 「saku saku」絡み
  - 猫ひろしと上原奈美がゲストの際（MCは尾辻舞）
    - 社長室で収録があったが、saku sakuの白井ヴィンセントのマペットが飾ってあった。
    - 番組用に用意したのか、普段からそうなのか定かではない。

  - 安倍なつみがゲストの際（MCは佐藤亜樹）
    - 「saku sakuを見ている（サクサカーである）。」と番組内で告白。
    - 白井ヴィンセントがお気に入りで（ちなみに「ヴィンちゃん」と呼んでいた）、それを知った黒幕が後のsaku sakuで驚喜した。
    - これ以降、多数の出演者が、この番組で「サクサカーである」と公言。

## 出演者
- 週替わりのゲスト
- tvkアナウンサー（以下のアナウンサーはよく担当するアナウンサー）
  - 佐藤亜樹
  - 尾辻舞
  - 東美咲
  - 三浦綾子